# The Flower Pot Men
The Flower Pot Men war eine britische Band. Sie gründete sich 1967 aus der Band The Ivy League. Die treibenden Kräfte hinter der Band waren die beiden Songwriter John Carter und Ken Lewis.
Ihren einzigen Hit landete die Band 1967 mit Let’s Go to San Francisco. Charakteristisch für dieses Lied sind Melodieführung und Satzgesang im Stil der Beach Boys. Damit stiegen The Flower Pot Men bis auf Platz 4 der britischen Charts. Es folgten weitere Singles, wovon aber keine zum Hit wurde. Die Band löste sich 1970 auf.

## Mitglieder
- Tony Burrows (* 14. April 1942)
- Neil Landon (* 26. Juli 1941; † 26. März 2020)
- Robin Shaw (* 6. Oktober 1945)
- Pete Nelson (* 10. März 1945; † 23. Oktober 2005)[1]

## Diskographie (Auswahl)

### Singles (Chartplatzierungen)
| Jahr | Titel Album               | Höchstplatzierung, Gesamtwochen, AuszeichnungChartplatzierungen (Jahr, Titel, Album, Platzierungen, Wochen, Auszeichnungen, Anmerkungen) | Höchstplatzierung, Gesamtwochen, AuszeichnungChartplatzierungen (Jahr, Titel, Album, Platzierungen, Wochen, Auszeichnungen, Anmerkungen) | Anmerkungen                 |
| Jahr | Titel Album               | UK | DE | Anmerkungen                 |
| ---- | ------------------------- | --- | --- | --------------------------- |
| 1967 | Let’s Go To San Francisco | UK4 (12 Wo.)UK | DE23 (6 Wo.)DE | Charteintritt am 26.08.1967 |

### Weitere Singles
- A Walk In The Sky (1967)
- A Man Without A Woman (1968)
- In A Moment Of Madness (1969)

## Sonstiges
Keyboarder war unter anderem kurzzeitig auch Jon Lord (Deep Purple). Auch Jimmy Page (Led Zeppelin) war in den Sechzigern bei Studiosessions als Gitarrist beteiligt.